# Artaxa alboscripta
Artaxa alboscripta är en fjärilsart som beskrevs av Van Eecke 1928. Artaxa alboscripta ingår i släktet Artaxa och familjen tofsspinnare. Inga underarter finns listade i Catalogue of Life.